# Achkout
Achkout (aussi Ashkout, Ashqout, `ashqut, arabe : عشقوت) est un village libanais situé dans le caza du Kesrouan au Mont-Liban au Liban. La population est presque exclusivement chrétienne du rite Maronite. C'est le lieu de naissance du patriarche maronite Paul Pierre Massaad (1854–1890).

## Géographie
Le village se situe à 31 km au nord de la capitale, Beyrouth. Son altitude moyenne est de 1 000 mètres et sa superficie est d'environ 5,88 km2.

## Indicateurs socio-économiques
Il existe 3 écoles (1 publique et 2 privées) et un hôpital privé, l'Hopital Hajje à Achkout.
Par ailleurs, on y dénombre 15 entreprises employant plus de 5 personnes chacune .